# 馬爾托韋 (大米海利夫卡區)
46°58′40″N 30°4′9″E / 46.97778°N 30.06917°E
馬爾托韋（烏克蘭語：Мартове）是位於烏克蘭西南部的村莊，由敖德萨州羅茲季利納區的新博里西夫卡市鎮負責管轄。該村始建於1929年，面積0.39平方公里，海拔高度153米，2001年人口207，人口密度每平方公里530.77人。